# Marie-Françoise Giffard
Marie-Françoise Giffard, detta Marie de Saint-Ignace (Québec, 11 giugno 1634 – Québec, 15 marzo 1657), è stata una religiosa francese.
Figlia di Robert Giffard, chirurgo della marina francese e uno dei primi coloni della Nuova Francia, e Marie Regnouard, prese i voti nell'autunno del 1646 all'Hôtel-Dieu di Québec, diventando la prima suora ospedaliera di nascita canadese. Prese il nome della madre superiora e fondatrice, la quale morì poco dopo i voti di Marie-Françoise.
Morì nel 1657 a seguito di gravi sofferenze. Venne sepolta sotto il presbiterio dell'Hôtel-Dieu di Québec.